# Citroenhoningeter
De citroenhoningeter (Stomiopera flava; synoniem: Lichenostomus flavus) is een zangvogel uit de familie Meliphagidae (honingeters).

## Verspreiding en leefgebied
Deze soort is endemisch in Australië en telt twee ondersoorten:
- S. f. flava: Kaap York.
- S. f. addenda: het oostelijke deel van Centraal-Queensland.

## Status
De grootte van de populatie is niet gekwantificeerd maar de soort wordt omschreven als plaatselijk algemeen. Op de Rode lijst van de IUCN heeft deze soort de status niet bedreigd.